# Supercopa Italiana de Voleibol Masculino de 2011
A Supercopa Italiana de Voleibol Masculino de 2011 foi a 16ª edição desta competição organizada pela Lega Pallavolo Serie A, consórcio de clubes filiado à Federação Italiana de Voleibol (FIPAV) que ocorreu em 1 de novembro.
O Trentino Volley conquistou seu primeiro título da competição ao derrotar o Piemonte Volley por 3 sets a 1. O oposto checo Jan Štokr foi eleito o melhor jogador da partida.

## Regulamento
O torneio foi disputado em partida única.

## Equipes participantes
| Equipe          | Qualificação                              |
| --------------- | ----------------------------------------- |
| Trentino Volley | Campeão do Campeonato Italiano de 2010–11 |
| Piemonte Volley | Campeão da Copa Itália de 2010–11         |

## Resultado
| Data  | Hora  |                 | Placar |                 | Set 1 | Set 2 | Set 3 | Set 4 | Set 5 | Total | Relatório |
| ----- | ----- | --------------- | ------ | --------------- | ----- | ----- | ----- | ----- | ----- | ----- | --------- |
| 1 nov | 18:00 | Trentino Volley | 3–1    | Piemonte Volley | 25–22 | 25–20 | 18–25 | 25–20 |       | 93–87 | Relatório |

## Premiação
| Supercopa Italiana de 2011           |
| Trentino-Alto Ádige                  |
| ------------------------------------ |
| Trentino Volley Campeão (1.º título) |